# ريب راسيل
ريب راسيل (بالإنجليزية: Rip Russell) هو لاعب كرة قاعدة أمريكي، ولد في 26 يناير 1915 في لوس أنجلوس في الولايات المتحدة، وتوفي في 26 سبتمبر 1976 في لوس ألاميتوس في الولايات المتحدة.

## وصلات خارجية
- ريب راسيل على موقعبيزبول رفرنس.كوم (الدوري الرئيسي) (الإنجليزية)
- ريب راسيل على موقعبيزبول رفرنس.كوم (الدوري الثانوي) (الإنجليزية)